# Dalcerina tijucana
Dalcerina tijucana is een vlinder uit de familie van de Dalceridae. De wetenschappelijke naam van de soort is voor het eerst geldig gepubliceerd in 1892 door Schaus.